# Dominación financiera
La dominación financiera (también conocida como findom, por sus iniciales en inglés) o esclavitud monetaria, es una actividad de dominación y sumisión fetichista en la que se requiere que un sumiso o sumisa le dé regalos o dinero a un dominante o dominatriz. Se utiliza una variedad de otros términos para describir la práctica, incluidos servidumbre financiera, violación financiera, violación de billeteras o malcriamiento extremo.

## Descripción general
Esta práctica fetichista se hizo conocida y adoptó su forma actual tras la introducción del Internet. Fue reportada primero a finales de la década de 1990 y comienzos de la década de 2000 con el auge del Internet, que dio paso a una variedad de prácticas sexuales legales como el cibersexo y el fácil acceso a la pornografía, entre muchas otras, así como a prácticas sexuales ilegales. De acuerdo con Durkin (2007), el término «dominación financiera» o alguno de sus sinónimos empezó a aparecer páginas web, salas de chat, foros de mensajes (p. ej., Yahoo! Groups), blogs, y otros en idioma inglés.No era raro inicialmente que muchos de estos anuncios y ofertas de dominación financiera se trataran de elaboradas estafas. Se ha afirmado que esta práctica se hizo mucho más popular durante la pandemia de COVID-19 en tanto trabajadoras sexuales, dominatrices, y sus clientes migraron a plataformas digitales debido a precauciones relacionadas con el distanciamiento social.Con todo, se sabe poco sobre la demografía de los participantes o si los intercambios van más allá de la interacción basada en texto o incluye comunicaciones en «tiempo real».Un estudio de 2021 con dominadores y dominatrices financieras encontró que la práctica generalmente se inicia con el uso de comunicación basada en texto y progresa hasta incluir comunicaciones de voz y cara a cara en plataformas digitales.
En el idioma inglés, en donde se describió esta actividad por primera vez, existe toda una serie de términos referidos a su práctica. Por ejemplo, un sumiso puede ser llamado cash piggy (cerdito o alcancía), finsub (sumiso financiero), human ATM (cajero automático humano), money slave (esclavo monetario) o paypig (lit. cerdo de pago), mientras que una dominatriz financiera puede ser llamada  findomme/findom, Goddess (Diosa), money dom/money domme (dominatriz monetaria), money master/ money mistress (ama monetaria) o cashmaster (ama de dinero).
En este estilo de vida fetichista, que constituye una práctica de dominación y sumisión, un sumiso o sumisa da regalos y dinero a un o una dominante financiero que conocen en línea, generalmente a cambio de ser ignorados, degradados, humillados o chantajeados, que es el objetivo último de la acción. Estos hombres a menudo pueden dar a tales dominatrices cantidades exorbitantes de dinero. Los participantes en la dominación financiera pueden ser de cualquier género, pero en la práctica es más común que la persona dominante sea una mujer y el sumiso casi siempre sea un hombre. La relación entre las dos partes involucradas (incluyendo el pago) tiene lugar a menudo exclusivamente a través de comunicación en línea. Las y los dominadores financieros se anuncian en sus propios sitios web, portales relevantes (p. ej., FetLife) o redes sociales (por ejemplo, Twitter/X), o plataformas tales como Onlyfans. Las dominatrices financieras solicitan a los hombres diversas formas de remuneración para mantener un contacto continuo, por ejemplo, exigiendo pagos electrónicos. De acuerdo con Durkin, muchas de estas mujeres solicitan «cuotas de iniciación» o «tributos introductorios»” antes de aceptar a los hombres como esclavos monetarios o incluso responder a un correo electrónico. Algunas exigen asimismo que sus esclavos financieros les paguen algunas de sus facturas mensuales, o solicitan que les compren artículos de una «lista de deseos» computarizada, lista que incluye ropa, joyas o incluso libros de texto. También es común que estas mujeres vendan a sus esclavos artículos como ropa interior o mechones de cabello a precios exorbitantes. Asimismo, los sumisos pueden reservarles vuelos y hoteles. Durkin describe una práctica en la que algunas dominatrices financieras ofrecen un «servicio de chantaje» en el que los esclavos financieros les dan información personal como el nombre, dirección, número de teléfono u otros de sus esposas o sus jefes, de manera que el esclavo financiero se vea forzado a pagar para evitar que sus actos les sean revelados a aquellos. En la mayoría de los casos, las personas involucradas nunca se encuentran en persona, ya que la dominación financiera es principalmente una forma de «dominación a distancia». En raros casos, es posible que el sumiso acompañe a la dominatriz financiera mientras esta hace compras con el dinero del sumiso. En algunos casos, la dominación financiera es combinada con otras prácticas BDSM, por ejemplo, el uso de cinturones de castidad (el sumiso debe pagar para recibir la llave).
De acuerdo con Jeong (2016), enviar dinero es la forma virtual que tiene el sumiso de «hacer el amor» con la dominatriz sin tener relaciones sexuales, y estos pueden sentir más excitación sexual cuando, por ejemplo, compran un vídeo que cuando lo obtienen gratis. Para Jeong, lo que hace atractivas a las dominatrices financieras es tener características tales como «una codicia insaciable, una crueldad diabólica y habilidades de manipulación», y la práctica incluye fantasías tales como el que las dominatrices «no necesiten dinero, solo lo quieran», de manera que ellas no le piden dinero a sus sumisos, sino que son estos quienes le ruegan que les permitan darle dinero. En otras fantasías de dominación financiera, la dominatriz les exige y les ordena a sus sumisos que le envíen dinero que supuestamente es ya de ella, enfatizando la idea de que es ella quien es la dueña del sumiso, y no al revés.Así, la dominatriz es una «diosa, una reina soberana, una princesa malcriada y una mafia despiadada», que a menudo humilla y degrada al sumiso como un perdedor, un «adicto a la masturbación», un «bueno para nada» cuya única utilidad es ser esclavo monetario, una «alcancía a sueldo», un «cajero automático humano», quien disfruta, por ejemplo, de «ver fotos espléndidas de las citas de ellas con “hombres de verdad” o de sus vacaciones de lujo que el sumiso financió».
Las relaciones entre dominatrices y sumisos financieros pueden ser similares, si bien claramente distinguibles, a las relaciones basadas en un intercambio total de poder. En estas últimas, es posible que el sumiso ceda todo su dinero ahorrado y ganado a la dominatriz, además de ceder el control de muchos otros aspectos de su autonomía personal; no obstante, en este caso no es raro que ambas personas tengan también una relación íntima, lo cual es contrario a la dinámica de la dominación financiera. También puede distinguirse a la dominación financiera de relaciones de sugar baby en las que un «sugar daddy» o «sugar mommy» ofrece regalos y dinero a la «bebé» a cambio de una relación, sin que haya por lo general ningún elemento explícito de dominación. En el caso de la dominación financiera, el sumiso no tiene expectativas de contacto sexual a cambio del dinero y, con frecuencia, no existe contacto físico de ningún tipo entre las dos partes.Algunos de estos hombres incluso dan a sus dominatrices acceso a sus cuentas bancarias y tarjetas de crédito. De acuerdo con Durkin, estos hombres pagan particularmente a cambio de que las dominatrices suplan sus intereses sexuales, una suerte de masoquismo psicológico, en el que el sumiso disfruta (y a menudo experimenta excitación sexual) al experimentar sentimientos de impotencia, sumisión, humillación y degradación al realizar los pagos.
No es claro qué tanto control financiero se debe ofrecer a una dominatriz, si bien se ha afirmado que los sumisos financieros tienen que limitarse al nivel de subsistencia y no tienen derecho a recibir nada a cambio. Un elemento de dominación financiera es que el dominante/dominatriz humilla al sumiso y establece superioridad sobre él. Muchos miembros de la escena de dominación financiera se consideran a sí mismos matriarquistas, afirmando que las mujeres son superiores a los hombres.

## Recepción
Desde 2013, han aparecido numerosos artículos sobre dominación financiera en medios impresos y revistas en línea. Mientras que algunos de ellos son simples informes, en otros los autores someten el fenómeno a un examen crítico. Algunos de estos críticos han cuestionado si la dominación financiera constituye en realidad una preferencia sexual. Miembros de esta comunidad han afirmado que la mayoría de sumisos financieros tienen baja autoestima y se sienten inseguros al tratar con las mujeres. Mencionan además que por lo general el primer contacto con una dominatriz financiera ocurre por casualidad, por ejemplo, mientras navegan en sitios de BDSM o buscan servicios financieros (usando términos de búsqueda tales como financiero o dinero). De acuerdo con estas personas, pagar se convierte para muchos de ellos con el tiempo en una adicción que, en el peor de los casos, puede llevarlos a la bancarrota. Esto a su vez ha sido explicado por tres razones. En primer lugar, la fácil disponibilidad del dominio financiero a través del Internet. En segundo lugar, la manipulación dirigida por parte de las mujeres, muchas de las cuales no son conscientes de su gran responsabilidad. En tercer lugar, el hecho de que ambas partes desean la dependencia psicológica, elemento que puede incluso ser esencial para la dominación financiera.
Otros autores no consideran que la esclavitud monetaria sea necesariamente patológica y la ven como una inclinación que es posible vivir responsablemente.  Sin embargo, algunos señalan el alto riesgo de engaños y fraudes, en tanto no es claro quién está realmente detrás de muchas cuentas de dominación financiera (por ejemplo, en Twitter), y se han comprobado casos de fraude. Asimismo, muchas mujeres se han visto atraídas a convertirse en dominatrices financieras por motivos puramente económicos, sin entender los aspectos centrales de dominación, lo cual detrae de la experiencia de los sumisos financieros. Ambos fenómenos son incluidos bajo el término falso (fake) en la escena findom.    Con todo, es posible que algunos esclavos financieros aceptan tales engaños o incluso sientan excitación sexual por ser 'víctimas' de ellos.
Artículos científicos sobre la práctica publicados en 2007 y 2021,discuten (ver Netnografía) cuestiones especiales, como la autojustificación o el rechazo social, y destacan tres aspectos. En primer lugar, que el Internet ha cambiado fundamentalmente el mercado de servicios sexuales, con la consecuencia de que los implicados pueden comunicarse más fácilmente y, en particular, de manera anónima, y en muchas prácticas ya no es necesario tener encuentros reales. En segundo lugar, que las redes digitales ofrecen nuevas (y mucho mejores) formas para que personas con inclinaciones sexuales o puntos de vista disidentes compartan, se conecten y desarrollen identidades grupales. En tercer lugar, que cualquiera puede crear una identidad artificial en Internet que tenga poco que ver con su persona real. Al punto de vista de estos autores, estos tres aspectos fueron requisitos previos para el surgimiento de la escena findom. Para el autor del primer estudio, se trata de un fenómeno posmoderno, mientras que para los autores del segundo artículo la aparición de la dominación financiera es comparable a la de la cultura los llamados influencers y su monetización.